# Sveriges inrikesminister
Inrikesminister var det statsråd i Sveriges regering som ansvarade för frågor som rör polisväsendet och civil krishantering. Posten har tidvis avskaffats och återinförts på nytt. Sedan 18 oktober 2022 finns inte någon inrikesminister i Sveriges regering. Istället valde Regeringen Kristersson att fördela ansvarsområdena till andra statsråd.   
Inrikesministern är placerad vid Justitiedepartementet och statsrådet är även ansvarig för justitiefrågor. Senaste inrikesminister var Morgan Johansson.   
Posten som inrikesminister existerade i den svenska regeringen mellan 1947 och 1973, mellan 1996 och 1998, samt mellan 2011 och 2022. Inrikesministern var mellan 1947 och 1973 samt mellan 1996 och 1998 det statsråd som var chef för Inrikesdepartementet. Rune B. Johansson (S) har innehaft ämbetet under längst tid; 11 år, 3 månader och 1 dag.
Inrikesministern var i Stefan Löfvens regeringar mellan 2014 och 2022, ansvarig inom regeringen för krisberedskap. Till stöd hade han Gruppen för strategisk samordning (GSS), en grupp statssekreterare i berörda departement under ordförandeskap av inrikesministerns statssekreterare, samt Kansliet för krishantering inom justitiedepartementet. När Magdalena Andersson tillträdde som statsminister flyttades ansvaret för krisberedskap tillbaka till Statsrådsberedningen i hennes nya regering.

## Lista över Sveriges inrikesministrar
| 1947–1973       |                                |      |                  |                  |                    |                        |      |                                      |        |
| Namn (Född-Död) | Namn (Född-Död)                | Bild | Ämbetsperiod     | Ämbetsperiod     | Ämbetsperiod       | Politiskt tillhörighet | Val  | Regering                             | Källor |
| Namn (Född-Död) | Namn (Född-Död)                | Bild | Tillträde        | Frånträde        | Varaktighet        | Politiskt tillhörighet | Val  | Regering                             | Källor |
|                 | Eije Mossberg (1908-97)        |      | 1 juli 1947      | 1 oktober 1951   | 4 år och 92 dagar  | Socialdemokraterna     | 1944 | Erlander I S                         |        |
|                 | Gunnar Hedlund (1900-89)       |      | 1 oktober 1951   | 31 oktober 1957  | 6 år och 30 dagar  | Bondeförbundet         | 1948 | Erlander II S                        |        |
|                 | Rune B. Johansson (1915-82)    |      | 31 oktober 1957  | 25 januari 1969  | 11 år och 86 dagar | Socialdemokraterna     | 1952 | Erlander III S                       |        |
|                 | Eric Holmqvist (1917-2009)     |      | 25 januari 1969  | 3 november 1973  | 4 år och 282 dagar | Socialdemokraterna     | 1968 | Erlander III S                       |        |
| Palme I S       | Eric Holmqvist (1917-2009)     |      | 25 januari 1969  | 3 november 1973  | 4 år och 282 dagar | Socialdemokraterna     | 1968 |                                      |        |
|                 | Ingemund Bengtsson (1919-2000) |      | 3 november 1973  | 31 december 1973 | 0 år och 58 dagar  | Socialdemokraterna     | 1973 | Palme I S                            |        |
| 1996–1998       |                                |      |                  |                  |                    |                        |      |                                      |        |
| Namn (Född-Död) | Namn (Född-Död)                | Bild | Ämbetsperiod     | Ämbetsperiod     | Ämbetsperiod       | Politiskt tillhörighet | Val  | Regering                             | Källor |
| Namn (Född-Död) | Namn (Född-Död)                | Bild | Tillträde        | Frånträde        | Varaktighet        | Politiskt tillhörighet | Val  | Regering                             | Källor |
|                 | Jörgen Andersson (1946–)       |      | 1 juli 1996      | 6 oktober 1998   | 2 år och 97 dagar  | Socialdemokraterna     | 1994 | Persson S                            |        |
|                 | Lars Engqvist (1945–)          |      | 6 oktober 1998   | 16 november 1998 | 0 år och 41 dagar  | Socialdemokraterna     | 1998 | Persson S                            |        |
|                 | Lars-Erik Lövdén (1950–)       |      | 16 november 1998 | 31 december 1998 | 0 år och 45 dagar  | Socialdemokraterna     | 1998 | Persson S                            |        |
| 2014–2022       |                                |      |                  |                  |                    |                        |      |                                      |        |
| Namn (Född-Död) | Namn (Född-Död)                | Bild | Ämbetsperiod     | Ämbetsperiod     | Ämbetsperiod       | Politiskt tillhörighet | Val  | Regering                             | Källor |
| Namn (Född-Död) | Namn (Född-Död)                | Bild | Tillträde        | Frånträde        | Varaktighet        | Politiskt tillhörighet | Val  | Regering                             | Källor |
|                 | Anders Ygeman (1970–)          |      | 3 oktober 2014   | 27 juli 2017     | 2 år och 297 dagar | Socialdemokraterna     | 2014 | Löfven I S – MP                      |        |
|                 | Morgan Johansson (1970–)       |      | 27 juli 2017     | 21 januari 2019  | 1 år och 178 dagar | Socialdemokraterna     | 2014 | Löfven I S – MP                      |        |
|                 | Mikael Damberg (1971–)         |      | 21 januari 2019  | 30 november 2021 | 2 år och 313 dagar | Socialdemokraterna     | 2018 | Löfven II S – MP , Löfven III S – MP |        |
|                 | Morgan Johansson (1970–)       |      | 30 november 2021 | 18 oktober 2022  | 0 år och 322 dagar | Socialdemokraterna     | 2018 | Andersson S                          |        |

### Biträdande inrikesministrar
- 1973–1973 Ingvar Carlsson (född 1934), Socialdemokraterna bostadsminister
- 1973–1973 Anna-Greta Leijon (född 1939), Socialdemokraterna invandrarminister
- 1996–1998 Leif Blomberg (1941–98), Socialdemokraterna integrationsminister
- 1998–1998 Lars Engqvist (född 1945), Socialdemokraterna integrationsminister